# Todirești (Iași)
Pour les articles homonymes, voir Todirești.
Todirești est une commune roumaine située dans le județ de Iași.